# 15513 Emmermann
15513 Emmermann eller 1999 UV38 är en asteroid i huvudbältet som upptäcktes den 29 oktober 1999 av LONEOS vid Anderson Mesa Station. Den är uppkallad efter Axel Emmermann.